# Олімпійське містечко (Ашгабат, 2017)
37°54′05″ пн. ш. 58°22′34″ сх. д. / 37.901508° пн. ш. 58.376026° сх. д.
Олімпійське містечко (туркм. Olimpiýä şäherçesi) - один з головних об'єктів майбутніх Азійських ігор в приміщеннях 2017 в Ашгабаті. На території Олімпійського містечка будуть розташовані головні спортивні споруди, будівництво яких здійснюється компанією Polimeks в рамках підготовки до проведення Азійських ігор в приміщеннях 2017 року. Повне завершення будівельних робіт планується до кінця 2015 року. Містечко займає площу 157 гектарів.

## Короткий опис
Початок будівництва датовано кінцем 2010 року, коли 5 листопада Президент Туркменістану Гурбангули Бердимухамедов взяв участь в церемонії закладки Олімпійського містечка. Унікальний об'єкт, який, не має аналогів в Центральноазійському регіоні, стане місцем проведення Азійських ігор в закритих приміщеннях, в нього увійдуть понад 30 об'єктів різного призначення, в тому числі Паралімпійський комплекс і реабілітаційний медичний центр. Ініціатором будівництва є Президент Туркменістану Гурбангули Бердимухамедов. У ньому будуть проходити церемонії відкриття і закриття ігор, всі змагання, а також церемонії нагородження переможців. Інвестиції в реалізацію першого етапу будівництва склали майже 2 мільярди доларів США. Другий етап будівництва обійшовся в 3 мільярдів доларів. Загальна вартість Олімпійського містечка - 5 мільярдів доларів США.

## Спортивні споруди
Містечко включає до свого складу:
| Об'єкт                           | Види спорту                                                                                          | Місткість | Посилання |                        |  |        |  |
| -------------------------------- | --- | --------- | --------- | ---------------------- |  | ------ |  |
| Об'єкт                           | Види спорту                                                                                          | Місткість | Посилання | Стадіон «Олімпійський» |  | 45 000 |  |
| Критий велотрек                  | Велоспорт                                                                                            | 6 000     | Опис      |                        |  |        |  |
| Малий багатофункціональний зал   | Боротьба, бокс, важка атлетика, дзюдо, таеквондо                                                     |           |           |                        |  |        |  |
| Крита легкоатлетична арена       | Легка атлетика                                                                                       | 5 000     |           |                        |  |        |  |
| Великий Багатофункціональний зал | Художня і ритмічна гімнастика, бадмінтон, баскетбол, фехтування, настільний теніс, гандбол, волейбол |           |           |                        |  |        |  |
| Критий тенісний корт             | Теніс                                                                                                | 4000      |           |                        |  |        |  |
| Критий басейн                    | Плавання                                                                                             | 5000      |           |                        |  |        |  |
| Багатофункціональний зал         | | 700       |           |                        |  |        |  |
| Крита арена                      | | 15 000    |           |                        |  |        |  |

- Фешенебельний готель на 800 місць (для представників ЗМІ)
- Бізнес-центр (Перший поверх - Державний комітет Туркменістану по спорту)[7]
- Громадсько-культурний центр
- Суспільно-культурний центр
- Готель «Спорт» на 398 номерів
- Готель «Олімпія» на 255 номерів
- Готелі на 12 тисяч місць (призначене для спортсменів)
- центр здоров'я

## Транспорт та інфраструктура
Для зручності спортсменів і глядачів в Олімпійському містечку буде побудована вся необхідна інфраструктура, включаючи соціально-культурні та торговельні центри, готелі, ресторани, кафе, магазини, підприємства побутового обслуговування, автостоянки. На території містечка буде прокладена мережа пішохідних переходів і монорейкова дорога .